# Las Matas de Santa Cruz
Las Matas de Santa Cruz é maior cidade da província de Monte Cristi, na República Dominicana.
Sua população estimada em 2012 era de 18 756 habitantes.